# Colledimacine
Colledimacine är en ort och kommun i provinsen Chieti i regionen Abruzzo i Italien. Kommunen hade 180 invånare (2018).